# Bartholomäus Brötzner
Bartholomäus Brötzner (ur. 20 lutego 1957 w Wals-Siezenheim) – austriacki zapaśnik walczący w stylu wolnym. Olimpijczyk z Moskwy 1980, gdzie zajął szesnaste miejsce w kategorii 74 kg. Dziesiąty na mistrzostwach Europy w 1980 roku.
- Turniej w Moskwie 1980

Przegrał obie walki, kolejno z Bułgarem Walentinem Rajczewem i Rumunem Marinem Pârcălabu.
Jest synem Bartla Brötznera, zapaśnika i trzykrotnego olimpijczyka z lat 1952, 1956 i 1960.